# ایداما
ایداما (انگلیسی: Adama) شرکت کشاورزی اسرائیلی است، که در سال ۱۹۴۵ تأسیس شد.